# Canarium indicum
Espèce
Classification phylogénétique

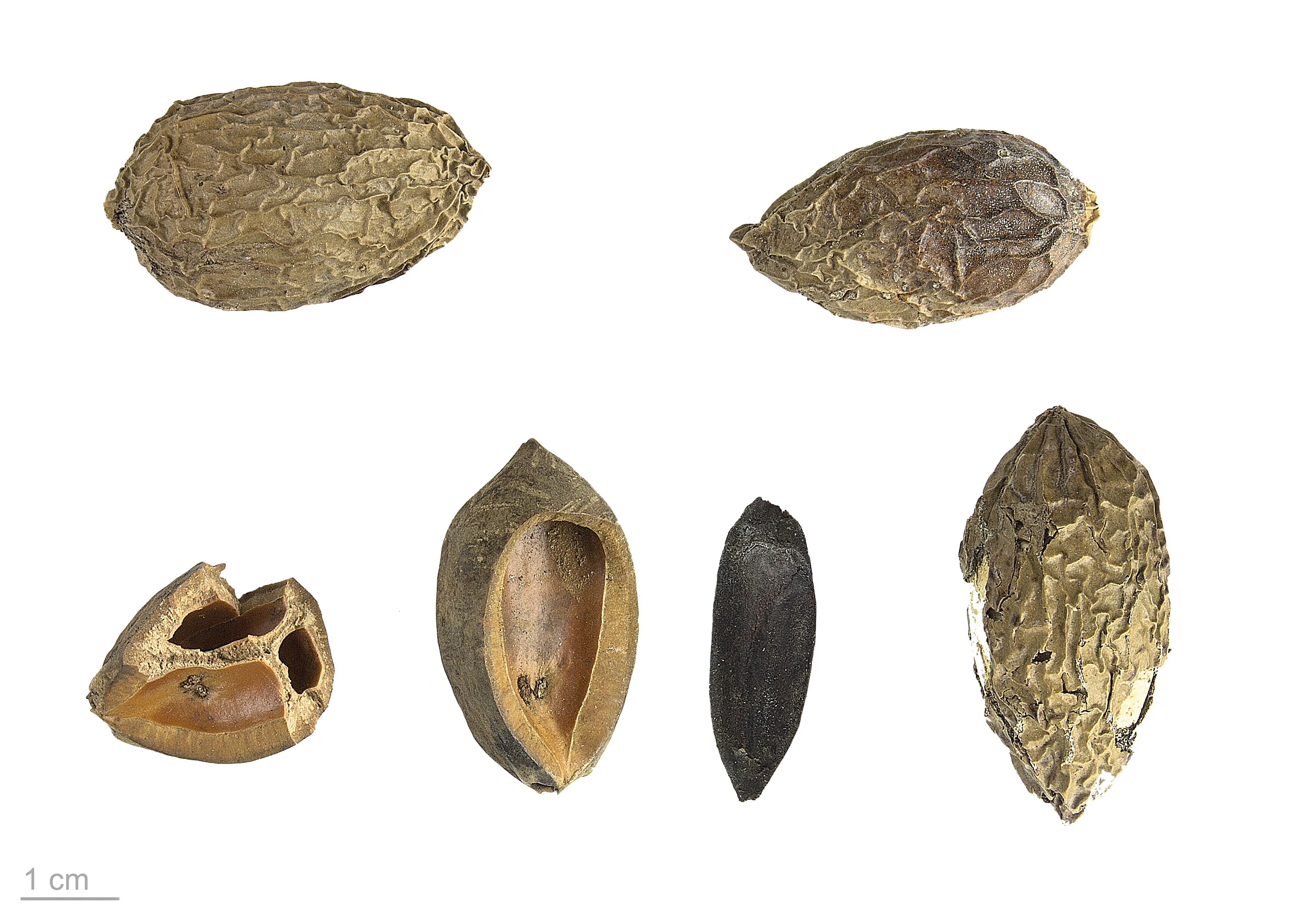
Canarium indicum au Muséum de Toulouse.

Canarium indicum, la nangaille, est une espèce de plantes à fleurs de la famille des Burséracées. C'est un grand arbre tropical sempervirent.

## Description
Les arbres de ce genre peuvent atteindre une hauteur de 40 à 50 m.
Les nangailles ont un gros fruit comestible, plutôt rond au Vanuatu et plutôt allongé dans les îles Salomons. La noix de forme triangulaire contient deux à trois loges dans lesquelles se trouvent les amandes proprement dites. La graine de Canarium avec son endocarpe mesure 6 à 7 cm de long et 4 à 6 cm de large.
Autres noms communs : noix de nangaille, ngoli, galap, nangaille, noix de Kanari, noix canari, ou kenari (en Indonésie - en particulier aux Moluques, et en Malaisie).

## Aire de répartition
- Indonésie : Nouvelle-Guinée occidentale, Sulawesi, Moluques
- Pacifique : Îles Salomon, Vanuatu, Tahiti
- Papouasie-Nouvelle-Guinée

## Utilisation
Cet arbre produit la noix de nangaille, un fruit comestible de la taille d'une grosse amande. Il est cultivé depuis des millénaires par les Mélanésiens, ce qui en fait l'une des plus anciennes plantes domestiquées par l'homme. Pour les archéologues et les anthropologues, la présence de nangaillers (Canarium indicum) et de ses noix sur une terre insulaire est particulièrement intéressante car c'est un des indicateurs  qui permet de retracer le déplacement des populations préhistoriques parties à la conquête des îles Indo-Pacifique.